# Grande vitesse ferroviaire
Pour un article plus général, voir déplacement à grande vitesse.
La grande vitesse ferroviaire consiste à faire rouler des trains à grande vitesse, en général sur des voies spéciales, que l'on appelle alors « lignes à grande vitesse (LGV) ». La construction de ces lignes nouvelles représente un investissement souvent très important pour le pays qui la décide, c'est pourquoi les enjeux de la grande vitesse et son impact économique et social sont étudiés en profondeur avant et après construction. Les trains qui peuvent circuler à grande vitesse sont appelés des trains à grande vitesse.
Si tous les trains ne roulent pas à la même vitesse, en Europe, on parle de grande vitesse à partir de 200 km/h sur voies conventionnelles réaménagées et de 250 km/h sur voies dédiées (Directive 96/48 EC, Annexe 1). Il existe en Europe des lignes dédiées permettant d'atteindre régulièrement des vitesses commerciales de 250, 300, voire 320 km/h.

## Aspects économiques

### Investissements
Compte tenu des caractéristiques techniques des lignes ferroviaires à grande vitesse, leur construction représente un investissement lourd.

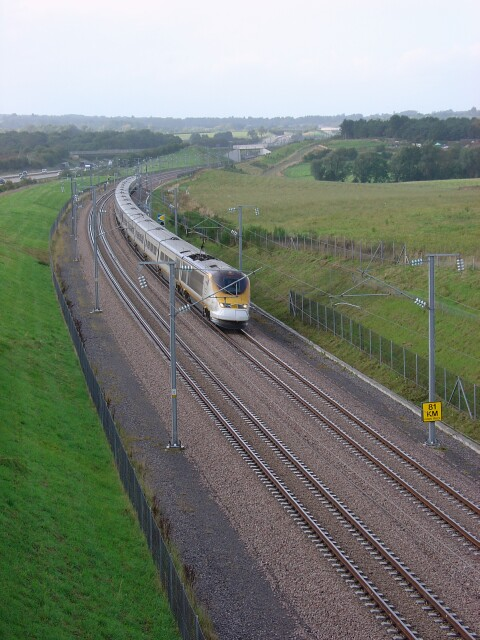
La ligne High Speed 1 près d'Ashford.

L'investissement au kilomètre est fonction de divers paramètres, dont :
- le relief des zones à traverser ;
- les ouvrages d'art à construire ;
- le type de ligne envisagé, réservée aux circulations à grande vitesse ou mixte trains de voyageurs et trains de fret ;
- l'insertion dans le paysage et respect des réglementations locales en matière d'environnement.

Début 2007, on estimait le coût moyen au kilomètre à 17 millions d’euros courants, pour une emprise de 40 m (largeur totale) et une plateforme de 14 m, soit environ trois fois le coût de construction d'une autoroute 2×2 voies.
Dans certains pays au relief accidenté (Espagne notamment), ce coût moyen peut doubler. Il en est de même lorsque la densité de population est telle que les lignes doivent passer en tunnel sur une longueur importante (desserte de la gare Londres - Saint Pancras).
Dans une étude effectuée pour RFF en mai 2009, le prix kilométrique varie entre 8 M€ et 66 M€. Les ouvrages d'art augmentent le coût kilométrique.
Dans l'avant projet SNIT 2010, les prix varient entre 12,9 M€/km pour la LGV Poitiers Limoges à 57,57 M€/km pour LGV PACA.
Les lois d'orientation du Grenelle II imposent au maître d'œuvre d'optimiser l'intégration environnementale des LGV ce qui augmentera considérablement leur coût kilométrique.
L'investissement peut être compensé si le trafic voyageurs est suffisant. RFF indique sur son site qu'une LGV utilisée à son potentiel maximal par des TGV Duplex équivaut à une autoroute 2x5 voies, soit environ 12 000 personnes (9 000 véhicules) par sens et par heure en pointe (en réalité un peu moins, cf partie "capacité")

### Une rentabilité difficile à apprécier
Le rapport Pébereau sur la dette publique aborde ces aspects : « L'appréciation de la rentabilité des projets d'infrastructure est par nature une question extrêmement délicate. […] La rentabilité des projets d'investissements publics est donc très difficile à estimer au moment de la prise de décision, c'est-à-dire 5, 10 ou 15 ans avant la mise en service. Mais cela ne suffit pas à justifier les faiblesses qu'une étude de la direction générale du Trésor et de la Politique économique a identifiées dans le processus de décision ».
- « le coût des projets est souvent sous-estimé. […] L'écart entre les coûts prévus et les coûts constatés semble être particulièrement élevé pour les infrastructures de transport public, tout particulièrement dans le domaine ferroviaire. Ainsi pour la LGV Nord, les surcoûts après déclaration d'utilité publique auraient été de 30 % ».
- « les gains attendus, tant économiques que sociaux, sont souvent largement surestimés. Dans le domaine ferroviaire, le trafic sur la LGV Atlantique serait inférieur de 30 % aux prévisions ». L'excédent brut d'exploitation de 1 milliard de francs fut cependant conforme aux prévisions et le trafic a depuis doublé (40 millions en 2018). Le trafic initial sur la LGV Est a par contre été significativement supérieur aux prévisions.

Selon une étude du ministère de l’Économie, des Finances et de l’Industrie, « la rentabilité prévisionnelle d’un projet ferroviaire serait, en moyenne, divisée par 2 entre les études préliminaires et la déclaration d’utilité publique. Et encore par 2 entre la déclaration d’utilité publique et la mise en service.
Au total, la rentabilité constatée serait 4 fois plus faible que celle estimée au moment du lancement de la réflexion.
Il est frappant de relever que de tels biais aient été à plusieurs reprises constatés, sans que cela ait conduit à être plus rigoureux dans les critères de lancement des projets d’infrastructures publiques ».
Un rapport de la cour des comptes de 2006 confirme que la rentabilité à priori a été systématiquement surévaluée, il ne relève cependant un écart à la hauteur de l'estimation du rapport Pébereau que pour la LGV Nord (qui a souffert des retards de 1 an du tunnel sous la Manche, entre 3 et 16 ans des segments Belges et Hollandais du projet Paris-Bruxelles-Koln-Amsterdam et 10 ans de la ligne High Speed 1 britannique). Pour les autres lignes, la rentabilité finale reste supérieur au taux d'actualisation utilisé par l'État pour définir un projet comme rentable.

### Lignes à grande vitesse par pays
- 310-320 km/h
- 270-300 km/h

Asie de l'est
310-320 km/h
270-300 km/h
240-260 km/h
200-230 km/h
En construction
Autres lignes

Europe
310-320 km/h
270-300 km/h
240-260 km/h
200-230 km/h
En construction
Autres lignes

Densité du réseau LGV en Europe (vitesse ≥ 250 km/h). En km par million d'habitants (2010).

Densité du réseau LGV. Est Asiatique (vitesse ≥ 250 km/h). En km par million d'habitants (2010).

États-Unis

En 2018, il y a 14 pays dans le monde qui disposent de lignes permettant de circuler à une vitesse supérieure ou égale à 250 km/h.
Situation au 20 avril 2018 des lignes à grandes vitesses selon l'Union internationale des chemins de fer (UIC). Il convient de noter dans le classement des lignes dont la vitesse est limitée à 110 et 130 km/h au Japon et 160 km/h en Turquie, alors que seules les lignes au-dessus de 200 km/h sont prises en considération pour l'Europe. Le classement est effectué selon le kilométrage actuel des lignes en service.
|    | Pays                                         | En service (km) | En travaux (km) | Planifiés (km) | Long terme (km) | Total pays (km) |
| -- | -------------------------------------------- | --------------- | --------------- | -------------- | --------------- | --------------- |
| 1  | Chine                                        | 31 000          | 6 607           | 1 268          | 0               | 38 875          |
| 2  | Espagne                                      | 3 240           | 1 660           | 1 100          | 1 000           | 7 000           |
| 3  | France                                       | 2 814           | 0               | 0              | 1 713           | 4 527           |
| 4  | Japon                                        | 2 764           | 657             | 194            | 300             | 3 915           |
| 5  | Allemagne                                    | 1 658           | 185             | 0              | 210             | 2 053           |
| 6  | Italie                                       | 896             | 53              | 0              | 152             | 1 101           |
| 7  | Corée du Sud                                 | 887             | 0               | 49             | 0               | 936             |
| 8  | États-Unis                                   | 735             | 192             | 1 710          | 449             | 3 086           |
| 9  | Turquie                                      | 724             | 1 395           | 1 127          | 7 754           | 11 000          |
| 10 | Taïwan                                       | 354             | 0               | 74             | 0               | 354             |
| 11 | Autriche                                     | 268             | 281             | 71             | 0               | 620             |
| 12 | Pologne                                      | 224             | 0               | 484            | 598             | 1 306           |
| 13 | Belgique                                     | 209             | 0               | 0              | 0               | 209             |
| 14 | Maroc                                        | 200             | 0               | 0              | 1 114           | 1 314           |
| 15 | Suisse                                       | 144             | 15              | 0              | 0               | 159             |
| 16 | Indonésie                                    | 142             | 0               | 712            | 0               | 854             |
| 17 | Pays-Bas                                     | 120             | 0               | 0              | 0               | 120             |
| 18 | Royaume-Uni                                  | 113             | 230             | 390            | 65              | 798             |
| 19 | Norvège                                      | 64              | 0               | 0              | 333             | 397             |
| 20 | Suède                                        | 11              | 858             | 0              | 2564            | 3433            |
| 21 | Arabie saoudite                              | 0               | 453             | 0              | 0               | 453             |
| 21 | Danemark                                     | 0               | 56              | 0              | 0               | 56              |
| 21 | Iran                                         | 0               | 0               | 1 351          | 1 499           | 2 850           |
| 21 | Russie                                       | 0               | 0               | 770            | 2 208           | 2 978           |
| 21 | Thaïlande                                    | 0               | 0               | 615            | 2 262           | 2 877           |
| 21 | Inde                                         | 0               | 0               | 508            | 9 500           | 10 000          |
| 21 | Malaisie / Singapour                         | 0               | 0               | 350            | 0               | 350             |
| 21 | Afrique du Sud                               | 0               | 0               | 0              | 2 390           | 2 390           |
| 21 | Australie                                    | 0               | 0               | 0              | 1 749           | 1 749           |
| 21 | Viêt Nam                                     | 0               | 0               | 149            | 1 600           | 1 600           |
| 21 | Égypte                                       | 0               | 0               | 0              | 1 210           | 1 210           |
| 21 | Kazakhstan                                   | 0               | 0               | 0              | 1 011           | 1 011           |
| 21 | Tunisie                                      | 0               | 0               | 0              | 840             | 840             |
| 21 | Estonie / Lettonie / Lituanie (Rail Baltica) | 0               | 0               | 0              | 740             | 740             |
| 21 | Tchéquie                                     | 0               | 0               | 0              | 660             | 660             |
| 21 | Portugal                                     | 0               | 0               | 0              | 596             | 596             |
| 21 | Brésil                                       | 0               | 0               | 0              | 511             | 511             |
| 21 | Canada                                       | 0               | 0               | 0              | 290             | 290             |
| 21 | Mexique                                      | 0               | 0               | 0              | 210             | 210             |
| 21 | Bahreïn / Qatar                              | 0               | 0               | 0              | 180             | 180             |

Chine : sur la liste des LGV donnée par l'UIC, Beijing - Tianjin et Shanghai - Nanjing sont des sections de la LGV Beijing - Shanghai et ne sont donc pas à comptabiliser dans le total des kilométrages des LGV chinoises.
Espagne et Italie : les sites des chemins de fer de ces pays indiquent des longueurs de LGV majorées de lignes n'entrant pas dans les critères de l'UIC (V.max inférieures à 250 km/h).

### Liaisons voyageurs à grande vitesse (+ de200km/hde vitesse moyenne)
L'analyse des horaires des chemins de fer des pays cités dans le précédent tableau montre qu'il ne suffit pas que les trains roulent à 250 km/h et plus pour que les relations empruntant ces LGV atteignent une vitesse moyenne de + de 200 km/h.
Ref des horaires pris en compte : Europe, Chine, Japon
- Chine : 23 540 km correspondent à des relations à + de 200 km/h v.moy (juin 2023)
  - Pékin Ouest - Shenzhen Nord, 2400 km, 278.5 km/h v. moy (G 79 en 8h37) Est
  - Pékin sud - Shanghai Hongqiao, 1318 km, 295.1 km/h v. moy (G 1 en 4h28)
  - Shanghai Hongqiao - Kunming Sud, 2252 km, 210.8 km/h V moy (G 1373 en 10h41)
  - Xuzhou Est - Xi'an - Lanzhou Ouest, 1448 km, 203.5 km/h v. moy (G 1833 en 7h07)
  - Xuzhou Est - Lianyungang, 201 km, 201 km/h v.moy (G8311 en 1h)
  - Xuzhou Est - Yanchen, 313 km, 206.4 km/h v.moy (G2687 en 1h31)
  - Huai'an Est - Yangzhou Est, 144 km, 221.5 km v.moy (G8259 en 0h39)
  - Bengbu Sud - Fuzhou, 945 km, 231.9 km/h v.moy depuis Pekin (G45)
  - Gihe (30 km avant Jinan Est) - Quingdao, 359 km, 271 km/h v.moy depuis Pekin (G205)
  - Nanjing Sud - Hangzhou Est, 256 km, 247.7 km/h v.moy (G31 en 1h02)
  - Hangzhou Est - Wenzhou Sud, 430 km, 213.2 km/h v.moy (G7345 en 2h01)
  - Nanjing Sud - Hankou, 516 km, 222.2 km/h v.moy depuis Shanghai (G598)
  - Tianjin Ouest - Qinhuangdao, 266 km, 231.3 km/h v.moy (G 387 en 1h09)
  - Harbin Centre - Qiqihaer Sud, 279 km, 204.1 km/h v.moy (D 111 en 1h22)
  - Harbin Centre - Mudanjiang, 300 km, 204.5 Km/h/moy (D 8507 en 1h25)
  - Pekin Chaoyang - Harbin, 1224 km, 251.5 km/h v.moy (G901 en 4h52)
  - Qinghe - Zhangjiakou, 161 km, 205.5 km/h v.moy (G7871 en 0h47)
  - Guangzhou Sud - Guiyang Nord, 868 km, 205 km/h v.moy (D212 en 4h14)
  - Guangzhou Sud - Zhuhai, 116 km, 204.7 km/h v.moy depuis Pekin (G65)
  - Guangzhou Sud - Nanning Est, 563 km, 202.3 km/h v;moy (D 208 en 2h47)
  - Hankou - Ychang Orient, 292 km, 234 km/h v.moy depuis Pékin (G1028)
  - Shenyang Nord - Dalian, 383 km, 234.5 km/h v.moy (G 770 en 1h38)
  - Yingkou Orient - Panjin, 89 km, 205.4 km/h v.moy (G 1254 en 0h26)
  - Hengyang Orient - Behai, 908 km, 215.2 km/h v. moy depuis Pekin (G 529)
  - Xian Nord - Chengdu Est, 658 km, 208.9 km/h v.moy (G349 en 3h09)
  - Xian Nord - Yinchuan, 618 km, 200.4 km/h v.moy, (D3513 en 3h05)
  - Taiyuan Sud - Linfen Ouest, 233 km, 202.6 km/h v.moy, (D2507 en 1h09)
  - Chengdu Est - Chongqing Ouest, 302 km, 232.3 km/h v.moy (G2882 en 1h18)
  - Chengdu Est - Guyang Est (Ligne directe), 648 km, 200.4 km/h v.moy, (D1751 en 3h14)
  - Lupanshui - Guyang Nord, 249 km, 207.5 km/h v.moy, (G5342 en 1h12)
  - Shijiazhuang - Taiyuan Sud, 232 km, 209.4 km/h v.moy depuis Pékin (G91)
  - Xiaolan - Zhanjiang Xi, 387 km, 203.5 km/h v.moy depuis Pekin, (D921)
  - Shangqui - Wuhu, 552 km, 205.7 km/h v.moy, (G1897 en 2h41)
  - Zhengzhou Est - Chongqing, 1063 km, 229.4 km/h v.moy, (G51 en 4h30)
  - Nanchang Ouest - Guangmingcheng, 864 km, 248 km/h v.moy, (G99 en 3h29)
  - Ganxian Nord - Longyan, 248 km, 207.7 km/h v.moy depuis Nanchang, (G2295)
  - Hankou - Shiyang Est, 460 km, 235.9 km/h v.moy, (G 8827 en 1h57)
  - Xiamen Nord- Shenzhen Nord, 514 km, 205.6 km/h v.moy, (D 663 en 2h30)
  - Xinmin Nord - Tongliao, 197 km, 201 4 km/h v;moy depuis pekin (G 3651)
  - Haikou Est - Sanya, 284 km, 200.5 km/h v.moy (C3333 en 1h25)

- Espagne : 2605.1 km correspondent à des relations à + de 200 km/h v. moy (Juin 2023)
  - Madrid Atocha - Barcelone - Figuèrès, 753 km, 205,4 km/h v. moy (AVE 3071 en 3h40)
  - Madrid Atocha - Malaga, 513 km, km, 206 km/h v. moy (AVE 2182 en 2h28)
  - Madrid Chamartin - Burgos, 303.5 km, 206.9 km/h v.moy (AVE 5171 en 1h28)
  - Olmedo - Ourense, 324.6 km, 209.6 km/h v. moy depuis Madrid Chamartin (AVE 5273)
  - Madrid Atocha - Valencia Joachim Sorolla, 391 km, 234.6 km/h v. moy (AVE 5110 en 1h40)
  - Motilla delPalancas - Murcie, 320 km, 204.3 km/h v. moy depuis Madrid (AVE 5792)
- Japon : 2975 km correspondent à des relations à + de 200 km/h v. moy (Avril 2016)
  - Tokyo - Hakata, 1175 km, 239 km/h v. moy
  - Tokyo - Shin Hakodate, 862.5 km, 213.8 km/h v. moy
  - Omiya - Niigata, 304 km, 202,4 km/h v. moy
  - Hakata - Kagoshima chuo, 289 km, 225,5 km/h v. moy
  - Takasaki - Kanazawa, 345,5 km, 203,2 v.moy depuis Omiya

Liaison TGV en France et pays voisins

- France : 3874 km correspondant à des relations à + de 200 km/h v. moy (janvier 2019)
La France est un cas particulier. Le kilométrage des relations à + de 200 km/h v. moy (3874 km) dépasse de loin le kilométrage des LGV (2814 km)
  - Paris Nord - Calais Frétun, 329 km, 205.8 km/h v. moy (TGV 7277 en 1h36)
    - + antennes vers Arras, 10 km et Dunkerque, 48 km (212,1 et 200 km/h v. moy depuis Paris)

  - Paris Est - Colmar, 504 km, 222,4 km/h v. moy (TGV 2311 en 2h16)
    - + antennes vers Nancy, 35 km et Metz, 24 km (217,3 et 225 km/h v. moy depuis Paris)
    - Baudrècourt - Forbach, 49 km (224.8 km/h v.moy depuis Paris)

  - Paris Lyon - Toulon, 817 km, 210.4 km/h v. moy (TGV 6175 en 3h53)
    - + antennes vers Bourg en Bresse, 39 km et Bézier, 160 km (223,5 et 201.7 km/h v. moy depuis Paris)

  - Belfort TGV - Besançon TGV, 81.9 km, 245.7 km/h v. moy (TGV 7837 en 0h20)
  - Paris-Montparnasse - Saint Brieuc, 464.4 km, 221.1 km/h v. moy (le vendredi en 2h06)
    - + antenne vers Le Mans, 32.7 km, 222.4 km/h v. moy depuis Paris
    - + antenne vers Lorient, 180 km, 200km/h v.moy depuis Paris
    - + antenne vers Nantes, 148.6 km, 201.4 km/h v. moy depuis Paris
    - + antenne vers Dax, 562 km, 203.6 km/h v.moy depuis Paris
    - + antenne vers Chatellerault, 28.1 km, 232.7 km/h v.moy depuis Paris
    - + antenne vers Poitiers, 11.3 km, 246.4 km/h v.moy depuid Paris
    - + antenne vers Angoulême,26.9 km, 250.1 km/h v.moy depuis Paris
    - + antenne vers Arcachon,59 km, 206.9 km/h v.moy depuis Paris
    - + antenne vers Niort, 74.1 km, 211.1 km/h v.moy depuis Paris
    - + antenne vers Agen, 136 km, 207.3 km/h v.moy depuis Paris

  - Contournement de Paris, 54 km
- Italie : après la mise en service de la passante de Bologne, 786 km correspondent à des relations à + de 200 km/h v. moy (octobre 2018)
  - Milan Centrale - Rome Tiburtina, 564 km, 201.4 km/h v. moy (ES 9607 en 2h48)
  - Rome Termini - Naples Centrale, 222 km, 201.8 km/h v. moy (ES 9503 en 1h06)
- Allemagne : seulement 451 km correspondent à des relations à + de 200 km/h v. moy (octobre 2018)
  - Cologne - Frankfort Aéroport, 169 km, 215.7 km/h v. moy (ICE 125 en 0h47)
  - Nuremberg - Ingolstadt, 90 km, 200 km/h v. moy (ICE 827 en 0h27)
  - Halle - Erfurt, 92 km, 204.4 km/h v.moy (ICE 1005 en 0h27)
  - Karlsruhe - Strasbourg, 100 km, 209.9 km/h v.moy jusqu'à Paris
- Corée du sud (juillet 2023)
  - Seoul Sucéo - Gwangjiu, 337 km, 212.8 km/k v.moy, (STX 603)
- Taïwan :
  - Taipei - Kaohsiung, 336 km, 210 km/h v. moy
- Belgique : seuls les 71 km de la liaison Bruxelles Midi - Frontière française dépassent 200 km/h v. moy (Bruxelles Midi - Paris Nord)
- Maroc (janvier 2019): Tanger - Kenitra, 195.2 km, 234.2 km/h v. moy (TGV en 0h50)
- Royaume-Uni :
  - 113 km de LGV relient Londres St Pancras au tunnel sous la Manche
- Arabie Saoudite
  - Médine - Djeda, 371 km, 220.3 km/h v.moy

Aucun des autres pays cités comme ayant des LGV ne possède de relations à + de 200 km/h v. moy
Certains pays s"en approchent
- Turquie (janvier 2022)
  - Eskisehir - Ankara, 245 km, 185.9 km/h v;moy
  - Polati - Konia, 212 km, 184.3 km/h v.moy

### Records nationaux de vitesse moyenne en 2012
Horaires pris en compte : Europe, Chine, Japon
| Classement | Pays                       | Gare départ        | Gare arrivée          | Kilométrage | Vitesse moyenne km/h |
| ---------- | -------------------------- | ------------------ | --------------------- | ----------- | -------------------- |
| 1          | Chine                      | Changsha-Sud       | Canton-Sud            | 707         | 298.7 (août 2015)    |
| 2          | Japon                      | Hiroshima          | Kokura                | 213,5       | 284,7                |
| 3          | France                     | Lorraine TGV       | Champagne-Ardenne TGV | 167,7       | 271,9                |
| 4          | Espagne                    | Madrid-Atocha      | Barcelone-Sants       | 621         | 248,4                |
| 5          | Taiwan                     | Taichung           | Kaohsiung (Zuoying)   | 180         | 245,5                |
| 6          | Belgique / France          | Bruxelles Midi     | Paris Nord            | 319         | 234,9                |
| 7          | Allemagne                  | Siegburg/Bonn      | Francfort Aéroport    | 144         | 221,5                |
| 8          | Italie                     | Milan Rogoredo     | Bologne Centrale      | 205         | 219,6                |
| 9          | Grande-Bretagne / France   | Londres St Pancras | Paris Nord            | 492         | 217,1                |
| 10         | Allemagne / France         | Sarrebruck         | Paris Est             | 382         | 212,2                |
| 11         | Corée du Sud               | Séoul              | Iksan                 | 240         | 221.5                |
| 12         | Pays-Bas / Belgique        | Rotterdam          | Anvers                | 95          | 190                  |
| 13         | Belgique / Grande-Bretagne | Bruxelles Midi     | Londres St Pancras    | 373         | 185                  |
| 14         | Russie                     | Saint Petersburg   | Bologué               | 319         | 180,6                |
| 15         | Turquie                    | Polati             | Konya                 | 212         | 179,2                |
| 16         | Suisse / France            | Bale               | Paris Lyon            | 526         | 172,5                |
| 17         | Grande-Bretagne            | Londres Euston     | Crewe                 | 254         | 169,3                |

### Nombre de passagers transportés
Pour les trajets de 2 heures à 3 heures en train, la grande vitesse a permis de concurrencer l'avion de façon très nette, dans tous les pays.
La part de marché par rapport à l'avion est de l'ordre de 85 % pour les trajets d'environ 2 heures, que ce soit au Japon, en France ou en Espagne.
Le trafic passagers ferroviaire a donc considérablement augmenté sur ces liaisons.
| Pays         | Technologie                       | Nbre total de passagers transportés    | Milliards de passagers.km (2004) | Trafic journalier (total ou ligne la plus fréquentée) | Part du trafic européen à Grande vitesse | Part de marché / avion+train                                                                 | Nombre annuel de passagers transportés                         | Trafic annuel estimé en 2010                                    |
| ------------ | --------------------------------- | -------------------------------------- | -------------------------------- | ----------------------------------------------------- | ---------------------------------------- | -------------------------------------------------------------------------------------------- | -------------------------------------------------------------- | --------------------------------------------------------------- |
| Chine        | CRH                               | 6 milliards (2003/10-2011)             |                                  | >804 000 /j ;                                         |                                          |                                                                                              | ...                                                            | ...                                                             |
| Japon        | Shinkansen                        | 4,2 milliards (1964-2004/10)           |                                  | >740 000 /j ; 360 000 /j sur le Shinkansen Tōkaidō    |                                          | 87 % sur Tokyo-Osaka (2 h 30)                                                                | ...                                                            | ...                                                             |
| Taiwan       | Taiwan High Speed 700T            | 600 millions (2007-2020/01)            |                                  | >184 000 /j                                           |                                          |                                                                                              | 67 millions en 2019                                            | ...                                                             |
| France       | TGV Alstom                        | 2 milliards (1981-2013)                | 41,5                             | 250 000 /j                                            | + de 60 %                                | 86 % (parcours d'env. 2h), 65 % (3h), 51 % (2005) sur 10 premières destinations à plus de 3h | 80 millions en 2005 + 20 millions sur liaisons internationales | 120 millions (vers 2017) , dont 25 sur liaisons internationales |
| Allemagne    | ICE Siemens                       | ...                                    | 19,6                             | ...                                                   | 20 %                                     | ...                                                                                          | 27 millions en 1997                                            | ...                                                             |
| Belgique     | TGV Alstom, ICE Siemens           | ...                                    | ...                              | ...                                                   | ...                                      | ...                                                                                          | ...                                                            | ...                                                             |
| Espagne      | Talgo, Alstom, ICE Velaro         | ...                                    | 2,7                              | ...                                                   | ...                                      | 84 % sur Madrid-Séville (2 h 20)                                                             | 4,8 millions en 1996; environ 45 millions vers 2017            | environ 45 millions vers 2017                                   |
| Italie       | TREVI ETR 500, Alstom Ferroviaria | ...                                    | 7,9                              | ...                                                   | ...                                      | ...                                                                                          | ...                                                            | ...                                                             |
| Europe       | Alstom, Siemens, Talgo, TREVI     | ...                                    | ...                              | ...                                                   | ...                                      | > 70 % sur Eurostar (2 h 35)                                                                 | ...                                                            | ...                                                             |
| Corée du Sud | KTX (Alstom, Hyundai Rotem)       | 70 millions entre avril 2004 et ? 2006 | ...                              | 100 000 /j                                            | ...                                      | ...                                                                                          | ...                                                            | ...                                                             |

### Capacité des lignes à grande vitesse

#### Débits observés
Les portions d'autoroute 2×5 voies les plus chargées aujourd'hui, aux portes de Paris, voient passer en moyenne annuelle plus de 200 000 véhicules par jour, soit environ 250 000 personnes, deux sens confondus. Mais celles-ci sont saturées et ces chiffres limités à quelques courts tronçons (notamment le tronçon commun A4-A86).
Un flux journalier d'environ 100 000 personnes, ce qui équivaut plutôt à une autoroute 2×3 voies bien chargée (l'A7 par exemple, qui compte 70 000 à 80 000 véhicules journaliers selon les sections, avec des embouteillages réguliers mais sans être saturée comme le sont les pénétrantes parisiennes), passe aujourd'hui[Quand ?] sur le tronçon central de la ligne à grande vitesse sud-est (paris-lyon) par exemple, de même sur le tronçon central de la LGV Atlantique. Mais les trafics sont en augmentation, le chiffre ci-dessus ne tient pas compte de l'ouverture de la LGV Rhin-Rhône par exemple, qui a entraîné l'ajout de circulations de TGV sur la LGV Sud-est.
À noter qu'il s'agit de trafics journaliers, or la distribution dans la journée du trafic est différente sur une ligne ferroviaire et une autoroute, cette dernière ayant un trafic plus régulier et la ligne ferroviaire au contraire une plus grande concentration sur les heures de pointe.

#### Capacité maximale théorique sur une heure de pointe
- Si vous ne connaissez pas le sujet, laissez ce bandeau (vous pouvez alors contacter les auteurs).
- Si vous supprimez le contenu mis en cause (vous pouvez préalablement contacter les auteurs),

argumentez précisément cette suppression dans la page de discussion
(un manque de référence n'est pas un argument ; une recherche réelle de référence doit avoir été effectuée, être formellement documentée).
Selon RFF, une ligne à grande vitesse utilisée au maximum de sa capacité est équivalente à une autoroute 2×5 voies.
Pour une autoroute, le débit maximal est d'environ 1800 véhicules par heure et par voie, à supposer qu'il n'y ait pas trop de camions (qui diminuent le débit). Mais cela dépend de la vitesse, ce débit maximal est atteint pour une vitesse moyenne des automobilistes assez inférieure à la vitesse autorisée. D'après diverses recherches (laboratoire LICIT, mesures de courbes débit-vitesse sur autoroute par le CERTU, etc.), la vitesse correspondant au débit maximal se situerait aux alentours de 60-80 km/h. Soit pour une autoroute 2×5 voies 18 000 véhicules par heure ou encore 25 000 personnes avec 1,4 personne par voiture en moyenne (Taux d'occupations : cf ENTD - Enquête Nationale Transports et Déplacements). Il faut garder en tête que pour un trafic fluide à vitesse nominale, le débit est nettement inférieur, car les véhicules sont plus espacés.
La capacité d'une ligne à grande vitesse dépend elle de trois facteurs :
- Nombre de trains maximal par heure (dépend du système de signalisation, de la vitesse des trains et de la vitesse aux bifurcations / aiguillages : en général 220 km/h en « voie déviée » en France, 300 en « voie directe », ce différentiel de vitesse augmentant l'espacement entre trains prenant deux directions différentes). À noter qu'une marge est prise sur ce nombre afin d'absorber l'effet d'une perturbation potentielle * sinon, le moindre problème sur un train engendrerait des retards sur les « trains suiveurs » à l'infini puisque l'intervalle entre trains ne pourrait être réduit. Ainsi, à l'heure de pointe, l'UIC (union internationale des chemins de fer) recommande d'utiliser au maximum 75 % de la capacité théorique (60 % en heure creuse). La capacité de la LGV Atlantique, tronçon central (Paris-Courtalain, avant séparation vers Le Mans et Tours), peut ainsi être estimée à 12,17 trains par heure et par direction, à l'heure de pointe. Mais ce chiffre peut être tout à fait différent ailleurs en France ou dans le monde.
- Capacité des trains : un duplex compte environ 510 places assises (Euroduplex), donc deux duplex accouplés (unité multiple) 1 020 places. Actuellement, ce sont plutôt des trains à un niveau de dix voitures (454 places) qui circulent sur le réseau atlantique, mais des duplex y circulent également. Ce chiffre aussi peut être très différent ailleurs dans le monde : le Shinkansen japonais a par exemple une capacité environ 30 % supérieure à celle d'un euroduplex en unité multiple.
- Taux d'occupation du train : Il est rare que tous les trains soient occupés à 100 % (taux de remplissage moyen des TGV d'après la SNCF, environ 75 %. Peut varier fortement d'un pays à l'autre et d'une offre à l'autre. En Allemagne d'après la DB : environ 50 %). Toutefois, à l'heure de pointe de certains grands week-ends, il peut arriver que tous les trains soient complets.

Ainsi, le tronçon central de la LGV Atlantique offre une capacité maximale de 12,17*1020*100% =~ 12 400 personnes par sens et par heure, soit environ 25 000 personnes deux sens confondus.
On retrouve ainsi l'affirmation de RFF selon laquelle la capacité d'une ligne à grande vitesse utilisée par des duplex est équivalente à une autoroute 2*5 voies (automobiles circulant à vitesse réduite), à l'heure de pointe. Cependant, elle reste tributaire des conditions actuelles. De nouveaux systèmes de signalisation permettant un espacement plus faible entre trains (basés sur la localisation en temps réel des trains et la connaissance de leurs vitesses et performances de freinage respectives) pourraient l'augmenter sensiblement et éviter ainsi la construction de nouvelles infrastructures.
À noter que cette capacité est très inférieure à celle offerte et réellement utilisée par une ligne de métro ou de trains suburbains en France et dans le monde, qui dépasse souvent les 50 000 personnes par heure et par direction (pphpd)(matériels de plus grande capacité, avec des sièges plus serrés et des passagers debout, fréquence plus importante grâce à la vitesse plus faible), chiffre qui augmente régulièrement avec l'amélioration des systèmes d'exploitation et des matériels roulants.

## Usage des trains à grande vitesse
La plupart des trains à grande vitesse sont des trains de voyageurs. En France, il existait quelques TGV postaux TGV La Poste depuis 1984.

### Transport de voyageurs

#### Comparaison entre les systèmes japonais, français et allemands

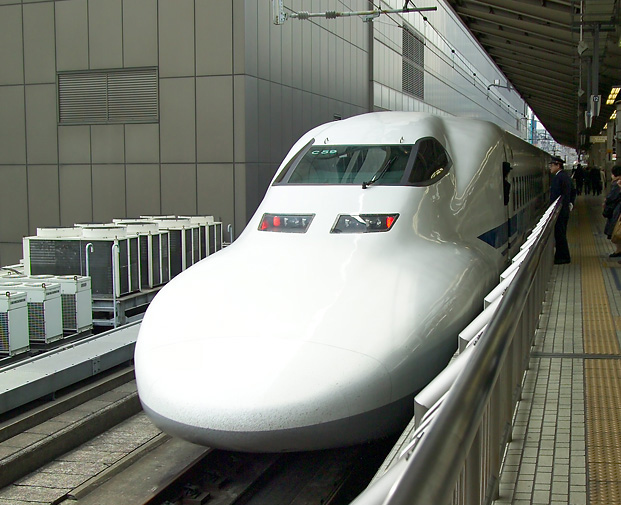
Shinkansen 700 en gare de Nagoya.

Une comparaison en matière d’exploitation ferroviaire parmi les pays : Allemagne, France, Japon est instructive :
- genèse d’un nouveau système ferroviaire ;
- succès commercial et extension du Shinkansen ;
- système de sustentation magnétique au Japon ;
- Paris-Sud-Est : la conception du système français ;
- le TGV sur les lignes mixtes ;
- le système ICE en Allemagne ;
- politique commerciale et taux de remplissage ;
- politique de maintenance ;
- sécurité passive Versus sécurité active.

#### Philosophies des systèmes français et allemand
« Dans sa comparaison, Gilles Rabin rappelle que la France pense la grande vitesse comme un itinéraire avec des prolongements éventuels, alors que l’Allemagne la pense comme un accélérateur de l’ensemble du réseau, dans une étroite complémentarité de l’offre existante. La DB rapproche ainsi l’ICE du niveau supérieur de l’Intercity, là où la SNCF a d’emblée posé le TGV en challenger de l'aérien. Aussi le choix de localisation des gares (nombreuses gares-bis en France, desserte quasi systématique de la gare centrale en Allemagne), l’accès au train (réservé en France et libre en Allemagne), la stratégie de construction de lignes nouvelles, diffèrent largement d’un pays à l’autre.

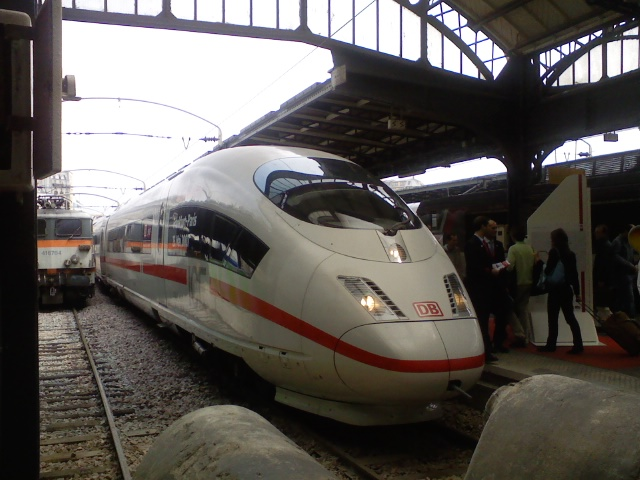
Rame ICE 3 à Paris Gare de l'Est.

Elle entraîne indéniablement des divergences dans la compréhension de l’offre, dans les modes de gestion commerciale et les priorités stratégiques qui dépassent les simples questions de compatibilités techniques ou des cultures d’entreprises.
On retrouve l’opposition entre le modèle rhénan qui privilégie le maillage et la régularité des dessertes et le modèle Saint-Simonien qui repose sur la vitesse et la massification des trafics et dont les causes sont à chercher dans [Bieber, Massot, Orfeuil, 1993] »

— Antoine Beyer, Gebhard Wulfhorst, L'interconnexion ICE/TGV à Strasbourg : L'utopie d'une croisée de la grande vitesse franco-allemande.
La densité de population est très différente dans les deux pays, et que la centralisation en France contraste singulièrement avec l'existence de grandes villes bien réparties en Allemagne et assez proches les unes des autres.
Le réseau LGV français et ses gares nouvelles déconnectés du reste du réseau de transports en commun est critiqué, par exemple par le géographe Jean-François Troin. Mais la conception inverse est également dénoncée outre-Rhin, où l'on fait remarquer que si les trajets courts comme Berlin-Hambourg sont appréciés, les destinations plus longues comme Francfort-Hambourg peinent à s'implanter du fait du temps induit par les arrêts intermédiaires, souvent causés par un fort fédéralisme. On trouve aussi en Allemagne des gares bis ; par exemple, la gare ICE Limburg Süd sur la ligne Cologne - Francfort est située à quelques kilomètres de la gare centrale de Limburg Lahn et n'est accessible que par la route.

### Fret grande vitesse
En France, le TGV postal circulait la nuit sur le réseau. Le Sernam faisait aussi circuler quatre trains bloc express (TBE) ou MVGV de fret léger tirés par des locomotives BB 22200 aptes à des vitesses de 200 km/h, jusqu'en 2011. Faisant le trajet de Paris vers Orange et Toulouse, elles empruntaient de nuit certaines sections de la LGV Sud-Est et de la LGV Atlantique. Ces trains ont été ralentis à 160 km/h puis supprimés et remplacés par des camions, la SERNAM jugeant le coût trop élevé.
Euro Carex est un projet européen de réseau de fret express ferroviaire. Son objectif est d'utiliser les lignes grandes vitesses existantes pendant les heures creuses du trafic voyageur (la nuit principalement) des rames adaptées au transport de colis. Il serait une alternative à l'avion et au camion pour les distances comprises entre 300 et 800 km.
Déjà évoqués depuis le début des années 1990, les projets n'ont pas encore abouti, principalement à cause du cout de développement et des volumes nécessaire pour atteindre le seuil de rentabilité.

### Émissions dues à la grande vitesse ferroviaire

#### Rejets polluants
Les rejets dus à l'exploitation sont faibles (toilettes, huiles...).
Il faut aussi tenir compte de l'équipement : désherbage des voies, cycle de vie du matériel roulant...[style à revoir]

#### Perturbations électromagnétiques
La commission électrotechnique internationale a publié une série de normes concernant le matériel ferroviaire: et suivantes.
En Europe on trouve la norme EN 50238

#### Énergie et gaz à effet de serre
Le TGV consomme environ 10 fois moins que l'avion ou la voiture (5 grammes d'équivalent pétrole par km.voyageur contre 50). Un voyage en TGV est également réputé rejeter dix fois moins de gaz à effet de serre qu'en utilisant l'automobile et vingt fois moins que l'avion. Cette comparaison n'est vraie que pour les pays où la production d'électricité d'origine thermique est faible.
Par ailleurs elle ne prend pas en compte les gaz rejeté lors de la construction de la voie. La LGV Rhin-Rhone est la première à faire l'objet d'un « bilan carbone » qui permettra d'évaluer plus précisément l'impact de l'infrastructure. Les résultats ont été présentés le 25 septembre : durant ses 30 premières années de vie la LGV sera responsable de 1,9 million de tonnes équivalent CO2, dont 42 % pour la construction et 53 % pour la propulsion des trains. Il faudrait 12 ans d'exploitation pour que les émissions de la phase de construction soient compensées par les reports de déplacements de la route au rail.
A contrario, un organisme public suédois, le groupe d'experts pour les études environnementales, a montré que l'impact des trains grande vitesse sur la réduction du CO2 est nul. L'étude s'est basée sur des données nationales, mais selon son directeur Björn Carlen des résultats similaires seraient observés pour d'autres pays d'Europe.
Les trains à grande vitesse concurrencent l'avion (au niveau de la vitesse), ainsi que l'automobile[réf. nécessaire]. Aussi est-il utile de faire des comparaisons au niveau de l'énergie consommée, en énergie primaire et en CO2 (gaz à effet de serre) émis.
La comparaison doit faire état de ces deux paramètres, car la production d'électricité est rarement le fait de l'énergie nucléaire autant qu'en France (environ 80 %) ; en France le pourcentage d'électricité d'origine thermique est de l'ordre de 10 %.
La « méthodologie de calcul des émissions de CO2 associées aux déplacements » de l'ADEME mentionne deux chiffres supposés cohérents entre eux :
- une émission de 2,6 g[39] de CO2 par voyageur.km (TGV)
- une émission de 40 g de CO2 par kWh.

Ces deux ratios résultent de l'hypothèse de 10 % de l'électricité d'origine thermique, le reste (90 %) par le nucléaire et les énergies renouvelables (hydraulique notamment), donc sans émission de CO2.
| Rame                             | Ligne type        | Puiss. élect.                     | Consom. élect. / km | Nbre max. de passagers. | Taux de rempliss.                 | Nbre moy. de passagers. | kWh/ passagers.km | g CO2 émis /voy.km (France) | g CO2 /voy.km (élect. à 100 % thermique) |
| -------------------------------- | ----------------- | --------------------------------- | ------------------- | ----------------------- | --------------------------------- | ----------------------- | ----------------- | --------------------------- | ---------------------------------------- |
| TGV Alstom                       | Sud Est           | 6 400 kW                          | 14,790 kWh /km      | 350                     | 65 % (en 2000, France entière)    | 227                     | 65 Wh /km         | 2,6                         | 26                                       |
| Duplex Alstom                    | Sud Est           | 8 800 kW                          | 20,336 kWh /km      | 512                     | 65 %                              | 333                     | 61 Wh /km         | 2,44                        | 24,4                                     |
| ICE 2 Siemens                    | Hambourg-Berlin   | 4 800 kW × 2                      | (26,10 kWh /km)     | 372                     | 50 % (en 2000, Allemagne entière) | 186                     | (140 Wh /km)      | -                           | (56,1)                                   |
| JR 500 Shinkansen                | Tokyo-Osaka       | 17 600 kW                         | (47,85 kWh /km)     | 1324                    | 75 % (en 2000, Japon entier)      | 993                     | (48,2 Wh /km)     | -                           | (19,3)                                   |
| TGV POS Alstom                   | Paris-Stuttgart   | 9 280 kW (25 kV) 6 880 kW (15 kV) | (21,445 kWh /km)    | 357                     | (50 %)                            | (179)                   | (119,8 Wh /km)    | (4,79)                      | (35,5)                                   |
| TGV POS Alstom                   | Paris-Metz        | 9 280 kW (25 kV)                  | (21,445 kWh /km)    | 357                     | (70 %)                            | (250)                   | (85,8 Wh /km)     | (3,44)                      | (34,4)                                   |
| ICE 3 Siemens                    | Paris-Francfort   | 8 000 kW                          | (21,75 kWh/km)      | 440                     | (50 %)                            | (220)                   | (98,9 Wh /km)     | (3,95)                      | (39,5)                                   |
| ICE 3 Siemens                    | Cologne-Francfort | 8 000 kW                          | (21,75 kWh/km)      | 440                     | (50 %)                            | (220)                   | (98,9 Wh /km)     | -                           | (39,5)                                   |
| Velaro Siemens                   | Madrid-Barcelone  | 8 800 kW                          | (23,925 kWh/km)     | 404                     | ...                               | ...                     | ...               | -                           | ...                                      |
| Talgo 350 S-102 Talgo-Bombardier | Madrid-Barcelone  | 8 000 kW                          | (15.96 kWh/km)      | 318                     | ...                               | ...                     | ...               | -                           | ...                                      |
| Talgo 350 S-112 Talgo-Bombardier | Madrid-Valence    | 8 000 kW                          | (15.965 kWh/km)     | 365                     | ...                               | ...                     | ...               | -                           | ...                                      |
| KTX-I (ex Alstom)                | Séoul-Pusan       | 13 560 kW                         | ...                 | 935                     | ...                               | ...                     | ...               | -                           | ...                                      |

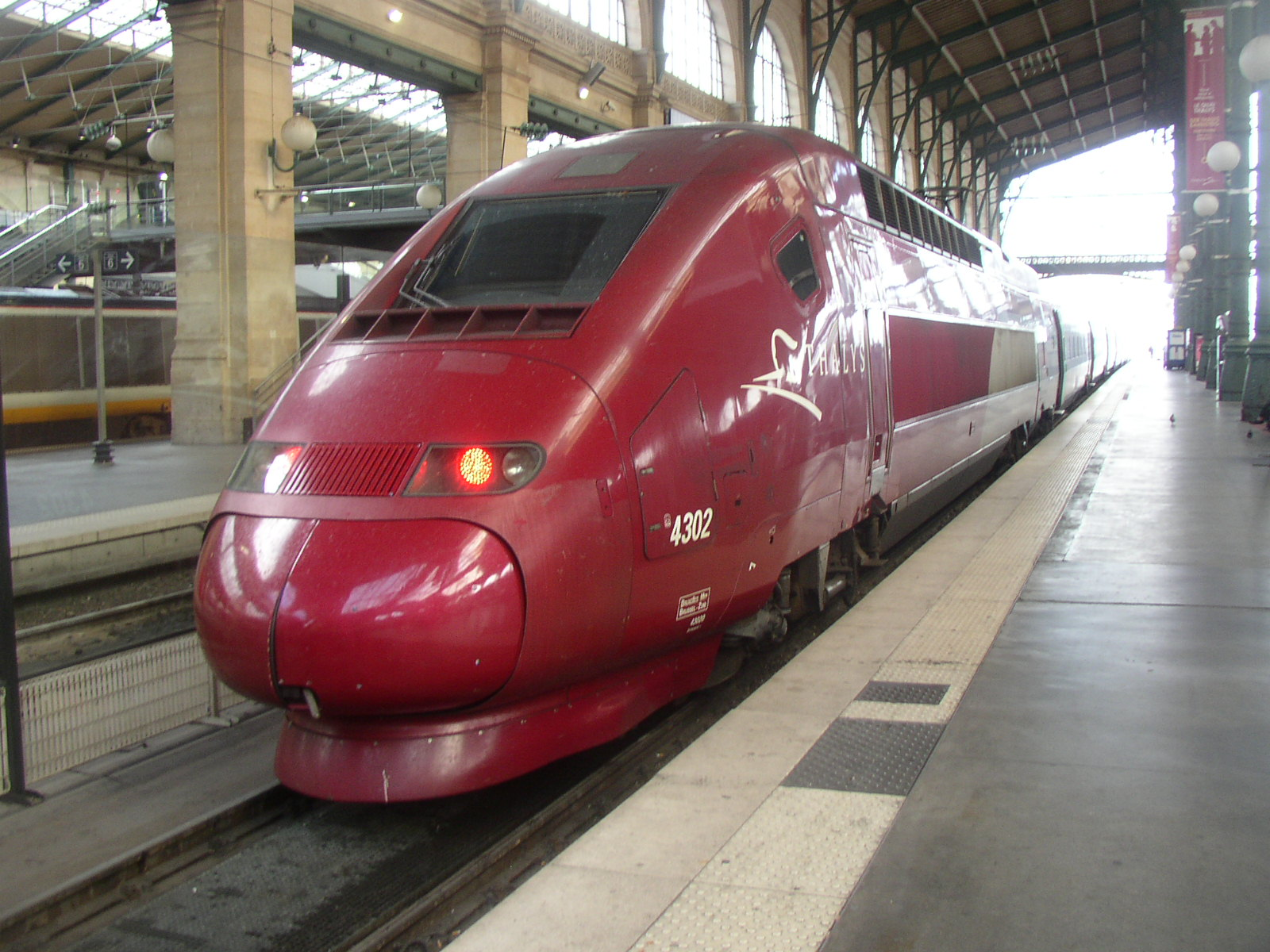
Rame Thalys PBKA 4302 en gare de Paris-Nord.

Il résulte de ces ratios (pour TGV Alstom) une consommation de 65 Wh par voyageur.km ; le coefficient de remplissage pris en compte dans cette note de l'Ademe n'est pas connu, mais différents documents font état d'une moyenne de 65 % pour le TGV, hors remplissage exceptionnel pour l'IDTGV (de l'ordre de 80 voire 84 %).
Ces chiffres sont anciens: le bilan 2008 de la SNCF indique un coefficient de remplissage moyen de 75 % en 2007 et 77 % en 2008.
De ces deux chiffres (65 Wh par voyageur.km ; coefficient de remplissage de 65 %), il résulte la consommation totale des rames TGV Alstom, reportée dans le tableau ci-dessus. Ces chiffres semblent plausibles, puisqu'une consommation de 14,790 kWh / km à 260 km/h représente une puissance de 3 845 kW, logiquement inférieure (ici de 40 %) à la puissance maximale de 6 400 kW. Par exemple, un vent contraire de 30 km/h (+10 %) doit représenter une puissance supérieure (pour maintenir la vitesse) d'environ 20 %.
Les chiffres de la dernière colonne du tableau, très variables selon les lignes exploitées, sont bien sûr très sensibles au coefficient de remplissage.

## Débat entre ligne nouvelle et pendulation
Une alternative dans certains cas est d'exploiter une ligne existante, avec des rames utilisant la pendulation (Pendolino par exemple), leur permettant d'aller plus vite, dans les virages, que les rames classiques.
Il peut d'ailleurs arriver :
- qu'une nouvelle ligne soit créée pour être utilisée avec des trains pendulaires. Comme en Espagne, où l'écartement des rails, non standard, sur des lignes anciennes, imposait de toute façon des travaux.
- que la technique de pendulation soit utilisée sur des rames grandes vitesses dans les parties de parcours ne permettant pas des grandes vitesses : solution élégante pour augmenter la vitesse sans nécessiter les investissements énormes liés à la prolongation d'une LGV. La pendulation est alors complémentaire.

Cette utilisation de trains à grande vitesse pendulaire sur les lignes Brest-Paris et Quimper-Paris, associée à la modernisation des voies, devait permettre de réduire les temps de parcours de 15 à 25 minutes,.
L'expertise, commandée par la Région Bretagne, n'a pas démenti celle de la SNCF qui se rapprochait plus de 180 millions que des 100 annoncés (hors infrastructure) pour moins de 15 minutes selon l'article paru sur Passion-Train le 3 mai 2008.

## Ligne mixte fret - grande vitesse
La mixité des trafics avec des trains de fret entraîne des contraintes fortes :
- Le débit possible d'une ligne diminue fortement si les trains qui y circulent ont des vitesses très différentes (300 contre 200 km/h, a fortiori 300 contre 120-160 km/h).
- Le croisement de trains à grande vitesse et de trains de marchandises « tout venant » n'est guère envisageable en raison des risques de déstabilisation de chargements par effet de souffle. Aussi les trains de marchandises (fret) ne peuvent circuler que pendant les périodes de fermeture au trafic à grande vitesse — la nuit, par exemple. Mais ces périodes sont utilisées pour l'entretien de l'infrastructure.
- Les fortes rampes limitent beaucoup le tonnage possible des trains de marchandises.
- Des circulations lentes empêchent d'appliquer à la voie le dévers maximum pour les trains à grande vitesse : pour une même vitesse limite on doit alors prévoir des courbes de plus grand rayon.

En conséquence une ligne mixte sera plus coûteuse en ouvrages d'art et plus difficile à insérer dans le paysage. Aussi la mixité est-elle souvent limitée à des tronçons particuliers (contournement de Tours sur la LGV Atlantique, contournement de Nîmes et Montpellier sur la LGV Méditerranée, franchissements des Alpes ou des Pyrénées...) ; ailleurs elle concerne un faible nombre de circulations « lentes » (LGV allemandes ou Paris-Sud-Est).

## Interopérabilité

### Écartement des rails
En 2010, toutes les lignes à grande vitesse sont à écartement normal. Seuls les écartements normaux et larges permettent la circulation régulière à plus de 200 km/h[réf. nécessaire].
Les vitesses les plus élevées sont pratiquées sur des lignes nouvelles, dont les caractéristiques de tracé (rayon des courbes) et l'équipement (signalisation) sont adaptés aux vitesses élevées. Les trains à grande vitesse pendulaire permettent de s'affranchir de certaines contraintes.
Au Japon, le réseau classique est, à quelques exceptions près, à l'écartement de 1 067 mm (dit écartement du Cap). Les trains à grande vitesse y ont une grande ponctualité avec un retard moyen de 54 secondes en 2014.
En France, les TGV empruntent, à vitesse adaptée, des voies classiques sur certaines portions du trajet, par exemple pour la desserte des gares de centre-ville ou des villes en amont de la ligne grande vitesse.
En Espagne le réseau conventionnel est à écartement large. Les TALGO-250 ("S-130") peuvent circuler indistinctement sur le réseau conventionnel et les lignes grande vitesse. Certaines unités Alstom ("Euromed") ont été adaptées pour la circulation exclusive sur réseau à écartement large.
La circulation de trains lents sur les lignes grande vitesse entraîne une diminution de leur capacité.
En Allemagne ou en Italie, les trains classiques et les trains grande vitesse peuvent emprunter toutes les lignes, qu'elles soient adaptées à la grande vitesse ou non.

### Électrification des lignes à grande vitesse dans le monde
| Système d'alimentation | Allemagne       | Autriche        | Belgique    | Espagne     | France      | Italie      | Pays-Bas    | Royaume-Uni | Suisse          | États-Unis             |
| ---------------------- | --------------- | --------------- | ----------- | ----------- | ----------- | ----------- | ----------- | ----------- | --------------- | ---------------------- |
| 1500 Vcc               |                 |                 |             |             | 1500 Vcc    |             | 1500 Vcc    |             |                 |                        |
| 3000 Vcc               |                 |                 | 3000 Vcc    |             |             | 3000 Vcc    |             |             |                 |                        |
| 15 000 Vca             | 15 kV 16 Hz 2/3 | 15 kV 16 Hz 2/3 |             |             |             |             |             |             | 15 kV 16 Hz 2/3 |                        |
| 25 000 Vca             |                 |                 | 25 kV 50 Hz | 25 kV 50 Hz | 25 kV 50 Hz | 25 kV 50 Hz | 25 kV 50 Hz | 25 kV 50 Hz |                 | 25 kV 60 Hz            |
| Autres                 |                 |                 |             |             |             |             |             |             |                 | 11 kV et 12,5 kV 60 Hz |

### Signalisations des lignes à grande vitesse dans le monde
| Système de signalisation | Allemagne | Autriche | Belgique  | Espagne                   | France                                                              | Italie    | Pays-Bas | Royaume Uni                  | Suisse | États-Unis |
| ------------------------ | --------- | -------- | --------- | ------------------------- | ------------------------------------------------------------------- | --------- | -------- | ---------------------------- | ------ | ---------- |
| ATB et ATB-NG            |           |          |           |                           |                                                                     |           | ATB      |                              |        |            |
| ASFA                     |           |          |           | ASFA 200                  |                                                                     |           |          |                              |        |            |
| PZB/Indusi               | Indusi    |          |           |                           |                                                                     |           |          |                              |        |            |
| KVB                      |           |          |           |                           | KVB                                                                 |           |          | à St Pancras (Londres-Paris) |        |            |
| LZB                      | LZB       | LZB      |           | LZB (Madrid-Séville)      |                                                                     |           |          |                              |        |            |
| Memor et TBL             |           |          | TBL       |                           |                                                                     |           |          |                              |        |            |
| AWS et TPWS              |           |          |           |                           |                                                                     |           |          | AWS                          |        |            |
| TVM 300, 430             |           | TVM 430  | TVM 430   |                           | TVM 300 (SE, Atlant., SEA et BPL), 430 (Nord, Est, Med, Rhin-Rhône) |           |          | TVM 430                      |        |            |
| ETCS                     | ETCS 2    | ETCS 1   | ETCS 1, 2 | ETCS 1 (300 km/h), ETCS 2 | ETCS 2                                                              | ETCS 1, 2 | ETCS 2   |                              | ETCS-2 |            |

## Évolution théorique
À chaque arrêt en gare, les trains perdent du temps et de l'énergie, tant pendant le freinage jusqu'à l'arrêt que pendant l'accélération pour retrouver leur vitesse de croisière. Ce constat a généré l'idée de train sans arrêt, proposé notamment par Peng Yu-Iun et Priestmangoode. Le premier propose un système de navette embarquée par le train à chaque gare, dans laquelle les passagers monteraient, pour être déposés à la gare suivante. Le second utiliserait un train roulant parallèlement au train à grande vitesse, permettant aux passagers de passer d'un train à l'autre; le train à grande vitesse poursuivrait sa route pendant que le train parallèle s'arrêterait en gare.